# イワン・ヴィシネグラツキー

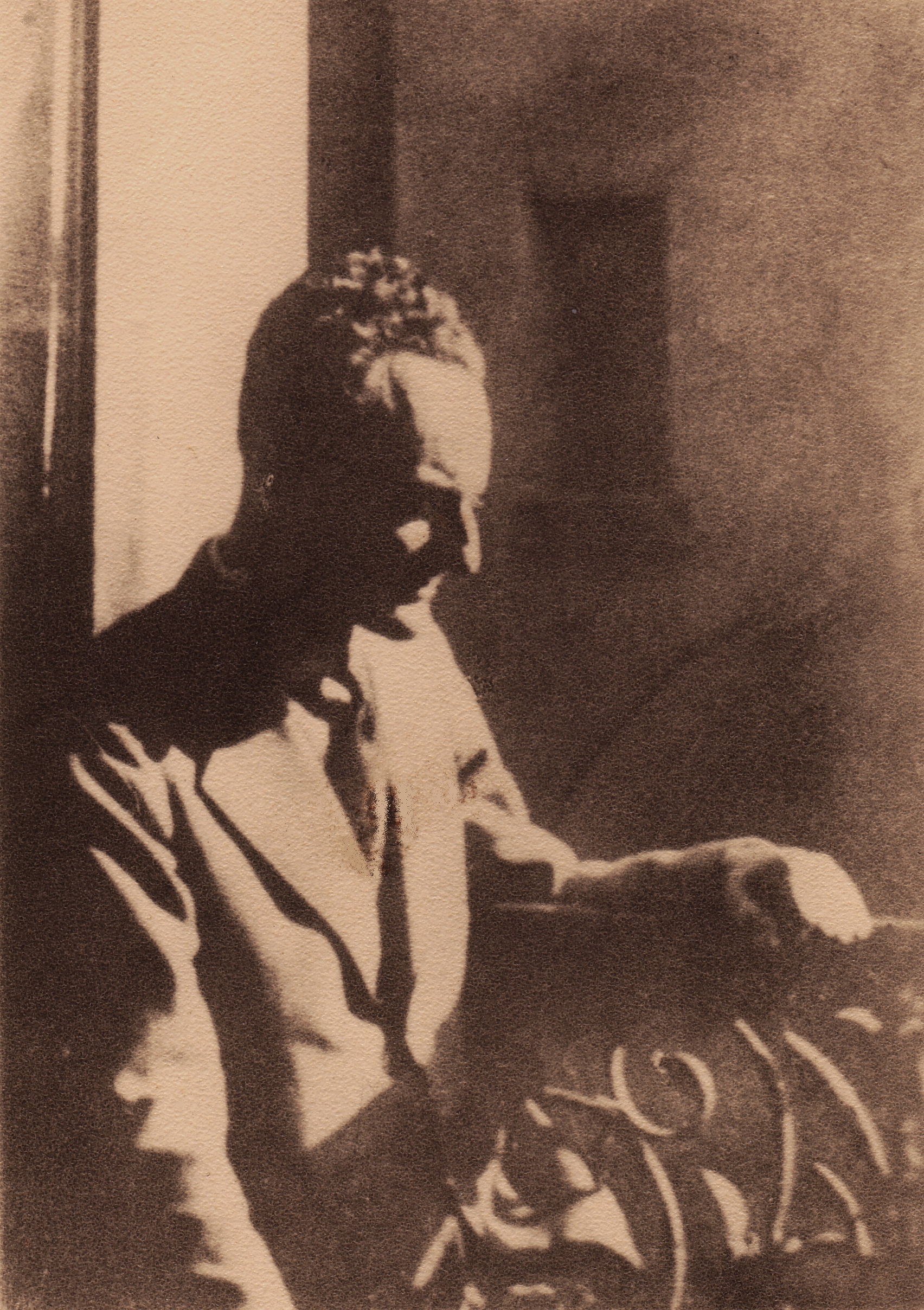
イワン・ヴィシネグラツキー（1930年）

イワン・ヴィシネグラツキー（露: Ива́н Алекса́ндрович Вышнегра́дский 〔キリル文字どおりに発音するとイヴァーン・アレクサーンドロヴィチ・ヴイシュネグラーツキイ〕 ; Ivan Alexandrovich Wyschnegradsky, 1893年5月14日 サンクトペテルブルク - 1979年9月29日 パリ）はロシア帝国出身のフランスの作曲家。ソ連時代より、半音よりも狭い音程による「超半音階技法（ウルトラクロマティシスム）」を理論的に体系化し、その後は微分音音楽の追究者として有名になる。4分の1音程から、1オクターブを71等分した音階までを発案する。

## 略歴
父親は銀行家。同名の祖父は数学者で、1888年から1892年まで大蔵大臣を務めた。
当初は法律学を学んだが、ペテルブルク音楽院に転学して1911年から1914年までニコライ・ソコロフに師事。ペテルブルクでスクリャービンの作品を知り、強烈に影響を受ける。1916年から1917年にかけて作曲した自作詩によるオラトリオ《存在の日（仏語：La Journée de l'Existence）》では、終結において12音のトーン・クラスターが5オクターブにわたって鳴り渡る。ヴィシネグラツキーがそののち10年間に発展させた「音響連続体」という概念から、微分音程と超半音階理論による数多くの作品が成立した。もっともそれらの作品は、音楽界ではヴィシネグラツキーの晩年になるまで注目されなかった。
1920年にソ連からパリに亡命。1922年、リヒャルト・シュタイン、アロイス・ハーバ、ヴィリー・メレンドルフ、イェルク・マーガーら微分音の作曲家に会いにベルリンを訪れ、四分音に取り組む。ハーバと四分音ピアノを共同制作する計画であったが、部分的には技術的な理由から、部分的にはビザの問題から、目論見は頓挫し、パリに引き返さざるを得なかった。
私生活では、1923年にアレクサンドル・ベノワの娘で画家のエレーヌ・ブノワと結婚し、1924年には長男ドミトリー（後にジャック・デメトルの名でブルースのヨーロッパにおける紹介者となる）が生まれるが、1926年に離婚した。1929年にアメリカ国籍のリュシール・ゲイデンと出会い、後に再婚する。
その後も続いていた四分音ピアノ製造の研究はなかなか芳しい解決には至らず、1927年にドイツのピアノ製造会社フェルスター社に四分音ピアノの製造を依頼。1928年にフェルスター社がハーバと共同開発した3段式四分音ピアノを、1930年までに購入した。
1936年には、それまでに書き溜めた作品を（それまでの間に完成されたが当時は上演不能と看做されていた、四分音の管弦楽曲も含めて）、随時、数台のピアノ（例えば、四分音ピアノ2台、六分音ピアノ3台）のために編曲することを決心する。1937年に初めて全曲自作のみの演奏会が開かれた。この頃に、オリヴィエ・メシアンやアンリ・デュティユー、クロード・バリフらと出会い、また4台の四分音ピアノのための交響曲《ツァラトゥストラ斯く語りき》の緩徐楽章を録音している。
1942年に、フランスに進駐してきたナチス軍に逮捕され、ヴィシネグラツキー本人は2年間コンピエーニュに、リュシール夫人はヴィッテルに移動を余儀なくされる。この間、結核を患いサナトリウムで長期療養に入り、創作活動の危機に瀕していた。しかしながら1950年に退院してほどなく、支持者のひとりであったメシアンに作曲活動を継続するよう励まされる。
1945年11月11日に、イヴェット・グリモー、イヴォンヌ・ロリオ、セルジュ・ニグらの出演によってヴィシネグラツキー作品の演奏会が実現する。1947年2月17日にはブリュッセルで、交響曲《ツァラトゥストラ斯く語りき》の4手ピアノ版がアンドレ・スリの指揮によって上演される。1951年11月28日、《交響的断章 第2番（Deuxième fragment symphonique）》作品24の4台ピアノ版の初演に、ピエール・ブーレーズとクロード・エルフェらが出演。
1977年、ラジオ・フランスがヴィシネグラツキー作品による大規模な演奏会を開催する。ドイツ学術交流会より座付き作曲家としてベルリンに招待されるが、体調の理由からもはや参加することができなかった。2年後の1979年にパリで死去した。

## 作風
ヴィシネグラツキーは主として、実用的・実践的な理由からも、室内楽曲など小編成の器楽曲を創作した。とりわけ2台の四分音ピアノのための作品（中でも《演奏会用練習曲集》作品19、《2つのフーガ》作品33、《統合》作品49）や3台の六分音ピアノのための作品（《前奏曲とフーガ》作品30、《鼎談（Dialogue à Trois）》［1974年］）のほか、6台の十二分音ピアノのための《虹（Arc-en-Ciel）》作品37などがある。さらに、四分音による弦楽四重奏曲が2曲（1928〜24年作曲の作品13ならびに1930〜31年作曲の作品18）ある。ただし、1945年に着手され、1959年に脱稿した作品38は、伝統的な音律による弦楽四重奏曲である。単一楽章の弦楽三重奏曲（作品53、1978年）は四分音の楽曲だが、未完成に終わった（彼に私淑したクロード・バリフにより完成された）。
ヴィシネグラツキーはこのほかに、四分音の和声法についての参考書『四分音による和声法のための手引き（Manual d'Harmonie à Quarts de Ton）』（1932年パリ）や、超半音階技法を主題とする論文も出版した。

### 主要作品
- 管弦楽伴奏つき歌曲

カンタータ《存在の日》
- 4台の四分音ピアノのための作品

回転運動のための習作 作品45 Etude sur les Mouvements rotatoires
- 2台の四分音ピアノのための作品多数

演奏会用練習曲集 作品19
24の前奏曲 作品22 24 Préludes dans l'échelle chromatique diatonisée（1934年、改訂1960年/1970年)
フーガ 作品33
統合 Integrations 作品49
- 2台の六分音ピアノのための作品

前奏曲とフーガ Prélude et Fugue 作品30
鼎談 Dialogue à Trois （1974年）
- 室内楽

弦楽四重奏曲 第1番 作品13（1923年〜1924年）…四分音による
弦楽四重奏曲 第2番 作品18（1930年〜1931年）…四分音による
弦楽四重奏曲 第3番 作品38（1945年〜1959年）…通常調弦による
弦楽三重奏曲 作品53（1978年）…四分音による

## 参考資料

### 文献
- Gayden L. Ivan Wyschnegradsky. Frankfurt: M.P. Belaieff, 1973
- Juan Allende-Blin: Ein Gespräch mit Ivan Wyschnegradsky. In: Alexander Skrjabin und die Skrjabinisten (Hrsg.: Heinz-Klaus Metzger, Rainer Riehn), Musik-Konzepte 32/33, edition text+kritik, 1983, S. 103-122. ISBN 3-88377-149-X
- Detlef Gojowy: Neue sowjetische Musik der 20er Jahre, Laaber-Verl., 1980. ISBN 3-9215-1809-1

### 音源
- ヴィシネグラツキー：四分音システムピアノのための作品集（フォンテック FOCD3216）, (1988)
- Dialogue; Dithyrambe, Op. 12 : 2e2m, (1996)
- Hommage à Ivan Wyschnegradsky. Montréal : Société nouvelle d'enregistrement [SNE], (1998)
- Etude sur les Mouvements rotatoires : Col Legno, (2003)